# Kiff
Kiff is een Amerikaans-Zuid-Afrikaanse komedietelevisieserie gemaakt door Lucy Heavens en Nic Smal en geproduceerd door Disney Television Animation in samenwerking met Titmouse. De serie ging op 10 maart 2023 in première op Disney Channel. De serie is nagesynchroniseerd in het Nederlands, deze versie wordt zowel in Nederland als in België uitgezonden.

## Plot
De serie gaat over de eekhoorn Kiff die samen met haar vriend Barry, een konijn, allerlei avonturen beleeft in de fictieve stad Stapelstad.

## Personages

### Hoofdpersonen
- Kiff Chatterley (stem: Kimiko Glenn) is een jonge, vrouwelijke, optimistische en oranje eekhoorn. Ze speelt de hoofdrol van de serie.
- Barrington "Barry" Augustus Buns III (stem: H. Michael Croner) is een vriendelijk, zacht en lichtblauw konijn en de beste vriend van Kiff.

### Stemverdeling
| Personage                            | Engels                | Nederlands/Vlaams     |
| ------------------------------------ | --------------------- | --------------------- |
| Kiff Chatterley                      | Kimiko Glenn          | Maja Van Honsté       |
| Barrington "Barry" Augustus Buns III | H. Michael Croner     | Thijs Steenkamp       |
| Martin Chatterley                    | James Monroe Iglehart | Johan De Paepe        |
| Beryl Chatterley                     | Lauren Ash            | Gerdy Swennen         |
| Mary Buns                            | Rachel House          |                       |
| Harry Buns                           | Josh Johnson          | Trevor Reekers        |
| Terri Buns                           | Nichole Sakura        | Stephanie Van Rooijen |
| Candle Fox                           | Vella Lovell          | Josefien Grossen      |
| Roy Fox                              | Eric Bauza            | Leo Richardson        |
| Principal Secretary/Schooldirecteur  | Nic Small             | Christian Seijkens    |
| Helen                                | Lucy Heavens          | Ditte Jaspers         |
| Miss Deer Teacher                    | Deedee Magno Hall     |                       |
| Mr. Ri-Peppa                         | Eric Bauza            |                       |
| Miss Tulane                          | Lucy Heavens          |                       |
| Sweepy Steve                         | Kent Osborne          |                       |
| Secretary Prince                     | Eugene Cordero        |                       |
| Trevor Angstrom                      | Tom Kenny             | Omri Tindal           |
| Trollie                              | Rhys Darby            |                       |
| Reggie                               | Eric Bauza            | Maikel Nieuwenhuis    |
| Renée du Bedat                       | Mary Mack             | Yael van Rosmalen     |

## Prijzen en Nominaties

### Children's & Family Emmy Awards
| Jaar | Categorie                                          | Genomineerde | Resultaat   |
| ---- | -------------------------------------------------- | ------------ | ----------- |
| 2023 | Outstanding Main Title and Graphics                | Kiff         | Genomineerd |
| 2023 | Outstanding Voice Directing for an Animated Series | Sam Riegel   | Genomineerd |